# San Francisco (Cebu)
San Francisco ist eine philippinische Stadtgemeinde in der Provinz Cebu. Sie hat 55.180 Einwohner (Zensus 1. August 2015).
Fast die gesamte Stadtgemeinde liegt auf der Insel Pacijan, nur ein Teil des Baranggays Esperanza liegt auch auf der Insel Tulang. Beide Inseln gehören zu den Camotes-Inseln.

## Baranggays
San Francisco ist politisch in 15 Baranggays unterteilt.
- Montealegre
- Cabunga-an
- Campo
- Consuelo
- Esperanza
- Himensulan
- Northern Poblacion
- San Isidro
- Santa Cruz
- Santiago
- Sonog
- Southern Poblacion
- Unidos
- Union
- Western Poblacion